# Phepheng/Draaihoek
Phepheng/Draaihoek est une ville du Botswana.